# Гордість і упередження (фільм, 1940)
«Гордість і упередження» (англ. Pride and Prejudice) — американська мелодрама Роберта З. Леонарда 1940 року за мотивами роману Джейн Остін «Гордість і упередження».

## Сюжет

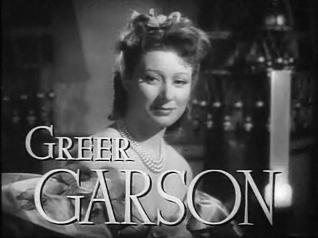

Містер і місіс Беннет, заможна аристократична подружня пара, яка виховує п'ятьох дочок. Поки дівчата були маленькими, їхні батьки не знали ні бід, ні турбот. Йшли роки, прийшла пора дорослішання і на горизонті замаячила необхідність вдало видати дочок заміж. Подружжя вдалося до пошуків відповідних кандидатур. А кандидатур було не так багато, і тут як раз поблизу оселилися два одиноких приємних джентльмена: містер Бінглі і містер Дарсі.
Подружжя Беннет зраділо, що з'явився шанс прилаштувати хоча б двох дочок, але у зв'язку з великою конкуренцією серед майбутніх наречених почалися розмови, недомовки і, як снігова лавина, став рости складний клубок взаємин — адже у кожного є гордість та існують упередження…

## У ролях
- Грір Гарсон — Елізабет Беннет
- Лоуренс Олів'є — містер Дарсі
- Мері Боланд — місіс Беннет
- Една Мей Олівер — леді Кетрін де Бург
- Морін О'Салліван — Джейн Беннет
- Енн Разерфорд — Лідія Беннет
- Фріда Інескорт — Керолайн Бінглі
- Едмунд Гвен — містер Беннет
- Карен Морлі — Шарлотта Коллінз
- Гезер Ейнджел — Кітті Беннет
- Марша Гант — Мері Беннет
- Брюс Лестер — Чарльз Бінглі